# بطولة العالم لكرة اليد للرجال 1993
أقيمت بطولة العالم لكرة اليد للرجال 1993 في السويد عام 1993م.

## الترتيب النهائي
1. روسيا
2. فرنسا
3. السويد
4. سويسرا
5. إسبانيا
6. ألمانيا
7. تشيكوسلوفاكيا
8. آيسلندا
9. الدنمارك
10. رومانيا
11. المجر
12. مصر
13. النرويج
14. النمسا
15. كوريا الجنوبية
16. الولايات المتحدة